# Astronidium brassii
Astronidium brassii är en tvåhjärtbladig växtart som beskrevs av Markgr.. Astronidium brassii ingår i släktet Astronidium och familjen Melastomataceae. Inga underarter finns listade i Catalogue of Life.